# 太陽之塔
太陽之塔（日语：／ taiyō no tō）是日本藝術家岡本太郎在大阪萬國博覽會會場設計的一座建築，也是大阪萬國博覽會的主題館之一，被視為1970年大阪萬博會的象徵。太陽之塔和明日的神話並列為岡本太郎的代表作，在博覽會結束後仍在萬博紀念公園內得到保存。2020年，太陽之塔被列入日本的登録有形文化財。
太陽之塔的內部在博覽會時期是名為「生命之樹」的展區，展示以生物演化為主題的展品，博覽會後被關閉。2018年3月19日開始，太陽之塔內部重新開放予公眾參觀。

## 外观
太陽之塔高約70公尺，底部直徑約20公尺，兩臂長約25公尺。塔上有三個人臉圖案，分別是位於上方，象徵未來的金色太陽（直徑10.6公尺、眼部直徑2公尺）；位於正面，代表現在的太陽（直徑月12公尺）；位於背面，代表過去的黑色太陽（直徑約8公尺）。黃金太陽安裝有氙氣燈，功率達3.6千瓦，在博覽會期間曾照耀會場。但由於靠近大阪國際機場，可能影響飛機起降，因此在博覽會結束後曾長期未有點亮。2010年3月27日，為紀念大阪萬國博覽會40週年，黃金太陽的雙眼使用新安裝的LED燈再次點亮。

## 內部

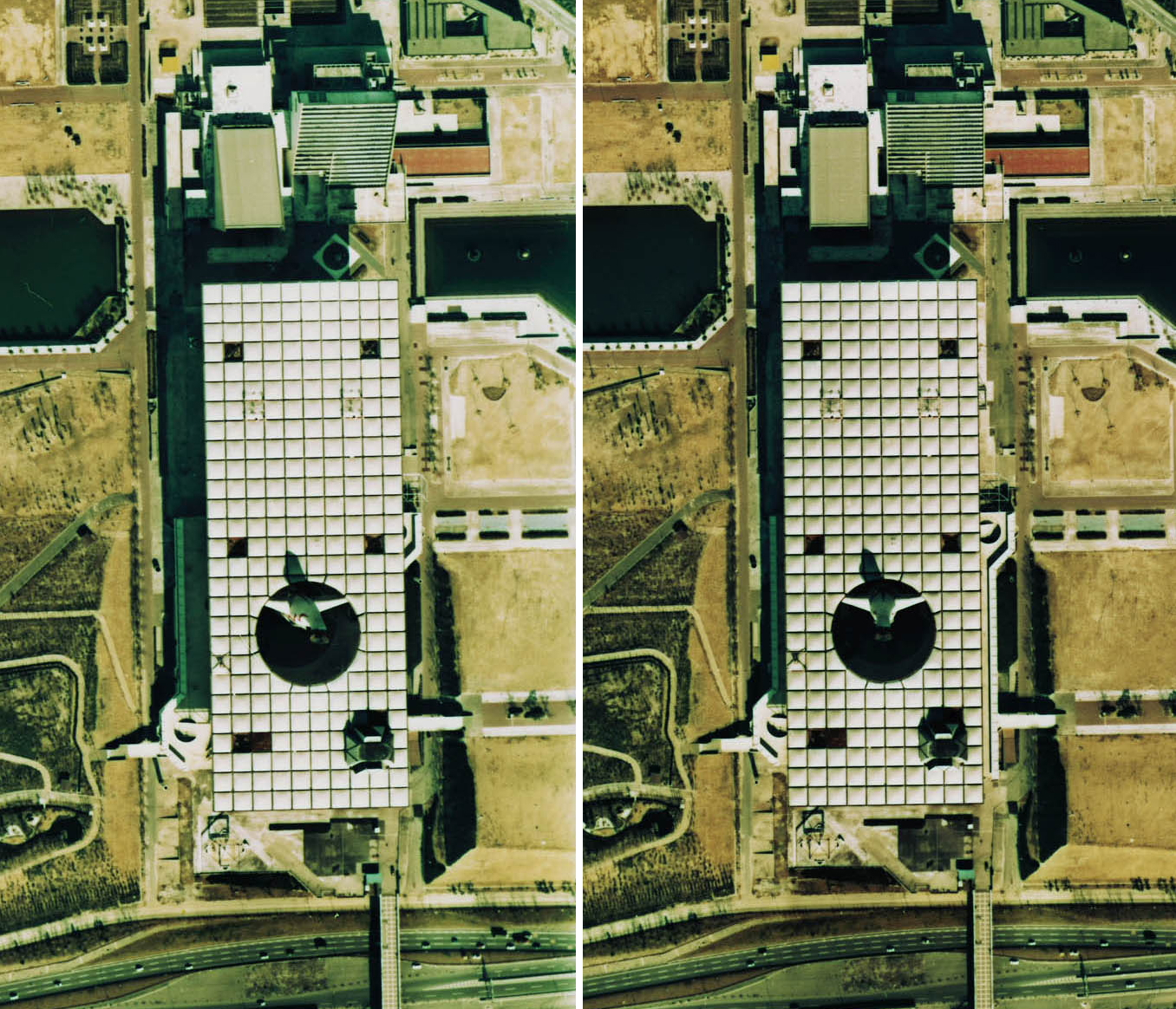
1975年1月時的太陽之塔航拍圖。博覽會結束後的一段時間內，廣場大屋頂仍有保留。

太陽之塔內部空心。在博覽會期間，太陽之塔本身就是展館之一，展示有名為「生命之樹」的巨型紀念碑。博覽會結束之後，太陽之塔內部長期處於關閉狀態。但在2003年，為紀念日本萬國博覽會紀念機構成為獨立行政法人，曾時隔33年特別公開太陽之塔內部。在經過維修之後，太陽之塔內部從2018年3月19日開始再次對外開放，再現博覽會當時的太陽之塔內部景象。

### 地底的太陽
太陽之塔的地下空間設有整座建築第四個人臉圖案，被稱為「地底的太陽（太古的太陽）」。但在博覽會結束之後，「地底的太陽」去向不明。據2019年播出的《志村&所的戰鬥正月》節目，「地底的太陽」在1977年被搬至神戶市立王子動物園內的兵庫縣所有設施。1984年拆除該設施時，「地底的太陽」可能被作為廢材用於填海。2014年，大阪府決定重新製作「地底的太陽」。在2018年太陽之塔重新開放時，重新製作的「地底的太陽」和民眾見面。

### 生命之樹
生命之樹高41公尺，自下至上展示多個生物的模型，寓意自單細胞生物至人類誕生的生物演化過程。生物模型由雕刻家成田亨設計。在太陽之塔重新開放之前，大部分生物模型已經不知所踪，但部分生物模型和生命之樹本身仍有保留。在2010年代的維修工程中，為強化建築的耐震強度，太陽之塔的牆壁厚度有所加厚，因此展示空間變小，生物模型的數量因此從292個減少至183個。

## 歷史

1970年4月時的會場風景，中央偏右是太陽之塔

太陽之塔位於由丹下健三設計的「節日廣場」中央。廣場由大屋頂覆蓋，太陽之塔的上半部從大屋頂露出。岡本太郎是在看過大屋頂的模型後設計了自大屋頂露出的太陽之塔。太陽之塔的工期從1969年1月至1970年3月，工程耗資約6.3億日元。
在博覽會會期中，遊客從太陽之塔的地下部分進入塔內參觀。太陽之塔的右臂內部設有電梯，遊客可從這個電梯進入大屋頂的空中主題館。太陽之塔的西側和東側建有同樣由岡本太郎設計的「母之塔」、「青春之塔」。
1970年4月26日，曾有一男性滯留在太陽之塔右眼拒絕離開，呼籲中止萬國博覽會。在經過159小時後，該男子被大阪府警察逮捕。
在大阪萬國博覽會結束之後，太陽之塔本應和其他展館一樣被拆除，但民眾展開反對拆除的署名運動；1975年，當地政府決定永久保留太陽之塔。

## 得獎紀錄
2006年，太陽之塔獲選為日本新媒體動漫藝術節「日本媒體藝術100選」的藝術品部門榜首。

## 另見
- 太陽之塔挾持事件

## 外部連結
- 官方網站 （页面存档备份，存于）
- 解說網站 （页面存档备份，存于）